# Historia de los portaviones

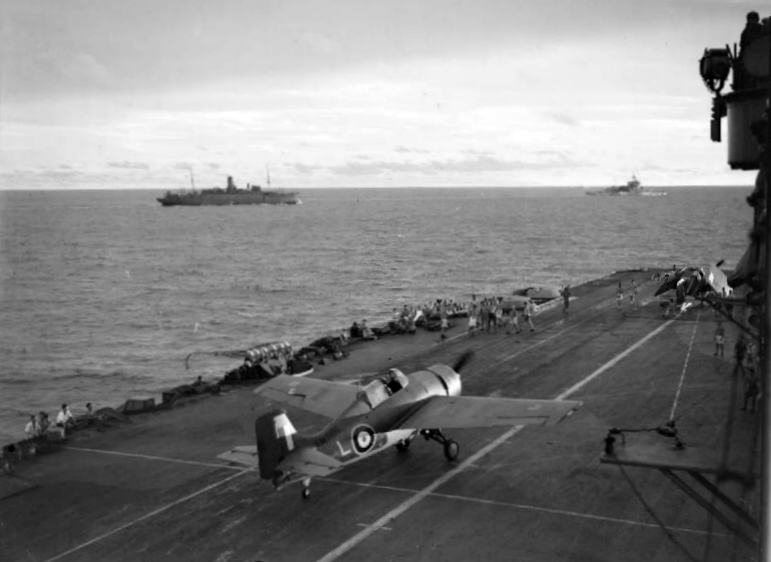
Cubierta de vuelo del HMS Formidable con el acorazado HMS Warspite en segundo plano (derecha), operaciones frente a Madagascar, abril de 1942

Los portaaviones son buques de guerra que evolucionaron de naves de madera que transportaban globos a naves de propulsión nuclear que transportaban decenas de aviones de ala fija y rotativa. Desde su introducción, han permitido a las fuerzas navales proyectar grandes distancias del poder aéreo sin tener que depender de las bases locales para organizar las operaciones de los aviones.
Los portaaviones fueron los primeros barcos en desplegar aviones tripulados, utilizados durante el siglo XIX y principios del XX, principalmente con fines de observación. La llegada de los aviones de ala fija en 1903 fue seguida en 1910 por el primer vuelo desde la cubierta de un crucero de la Marina de los EE. UU. Le siguieron hidroaviones y portahidroaviones, como el HMS Engadine. El desarrollo de embarcaciones planas produjo los primeros grandes buques. Esta evolución estaba en marcha a principios y mediados de la década de 1920, lo que resultó en la puesta en servicio de barcos como el Hōshō (1922), el HMS Hermes (1924), el 'Béarn (1927) y los portaaviones de la Clase Lexington (1927).
La mayoría de los primeros portaaviones fueron conversiones de barcos que fueron depositados (o que incluso habían servido) como diferentes tipos de barcos: buques de carga, cruceros, cruceros de batalla o acorazados. Durante la década de 1920, varias armadas comenzaron a ordenar y construir portaaviones que fueron diseñados específicamente como tales. Esto permitió que el diseño se especializara en su papel futuro, y resultó en naves superiores. Durante la Segunda Guerra Mundial, estos barcos se convertirían en la columna vertebral de las fuerzas de transporte de las armadas de EE. UU., Gran Bretaña y Japón, conocidas como portaaviones de flota.
La Segunda Guerra Mundial vio el primer uso a gran escala de portaaviones e indujo un mayor refinamiento de su ciclo de lanzamiento y recuperación, lo que condujo a varias variantes de diseño. Estados Unidos construyó pequeñas compañías de escolta, como el USS Bogue, como medida provisional para proporcionar apoyo aéreo a convoyes e invasiones anfibias. Los posteriores portaaviones ligeros, como el USS Independence, representaron una versión más grande y más "militarizada" del concepto de portaaviones. Aunque los portaaviones ligeros generalmente transportaban grupos aéreos del mismo tamaño que los portaaviones de escolta, tenían la ventaja de una mayor velocidad ya que habían sido reconvertidos de cruceros en construcción.

## Historia temprana - Buque portaglobos y portahidroaviones

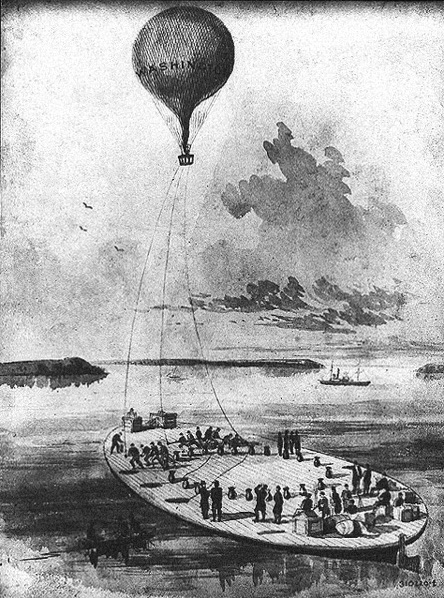
El globo del Ejército de la Unión Washington a bordo de la barcaza de la Armada

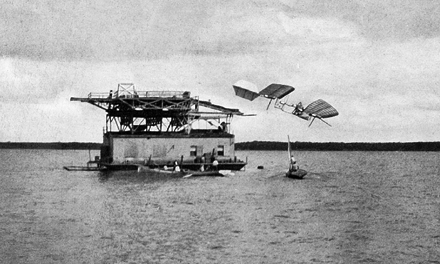
El experimento de Samuel Langley al volar el (Langley Aerodrome) de una casa flotante en 1903 falló cuando se sumergió en el río Potomac.

El primer caso registrado de uso de un barco para operaciones aéreas se produjo en 1806, cuando Lord Cochrane de la Royal Navy lanzó cometas desde la fragata de 32 cañones HMS Pallas para lanzar folletos de propaganda. Las proclamas contra Napoleón Bonaparte, escritas en francés, se adjuntaron a las cometas, y las cuerdas de las cometas se encendieron; Cuando las cuerdas se habían quemado, los folletos aterrizaron en suelo francés.

### Buque Portaglobos
Poco más de 40 años después, el 12 de julio de 1849, el barco de la Armada austríaca SMS Vulcano fue utilizado para lanzar globos incendiarios. Se lanzaron una serie de pequeños globos de aire caliente Montgolfiere con la intención de lanzar bombas sobre Venecia. Aunque el intento fracasó en gran medida debido a los vientos contrarios que arrojaron los globos sobre el barco, una bomba aterrizó en la ciudad.
Más tarde, durante la Guerra Civil de los Estados Unidos, alrededor de la época de la Campaña de la Península, se usaron globos llenos de gas para realizar el reconocimiento en las posiciones confederadas. Sin embargo, las batallas pronto se convirtieron tierra adentro en las áreas boscosas de la Península, donde los globos no podían viajar. Una barcaza de carbón, el USS George Washington Parke Custis, fue limpiada de todos los aparejos de la cubierta para acomodar los generadores de gas y los aparatos de globos. Desde la barcaza, el profesor Thaddeus SC Lowe, jefe aeronáutico del Cuerpo de Globos del Ejército de la Unión, hizo sus primeros ascensos sobre el río Potomac y telegrafió las afirmaciones del éxito de la primera empresa aérea realizada desde una embarcación a bordo del agua. Otras barcazas se convirtieron para ayudar con los otros globos militares transportados por las vías fluviales del este, pero ninguna de estas naves de la Guerra Civil se dirigió a alta mar.
Los globos lanzados desde barcos llevaron al desarrollo de portaaviones, o Buques portaglobos, durante la Primera Guerra Mundial, por parte de las armadas de Gran Bretaña, Francia, Alemania, Italia, Rusia y Suecia. Se construyeron unas diez "buques portaglobos", cuyo objetivo principal eran los puestos de observación aérea. Estos barcos fueron retirados del servicio o convertidos en portahidroaviones después de la guerra.

### Primer portaaviones

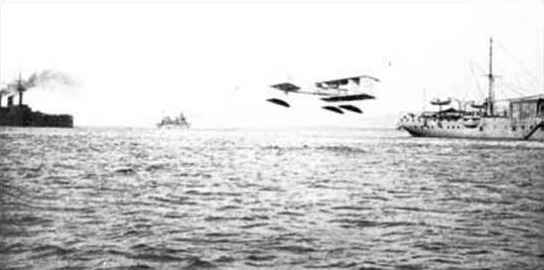
El primer portaaviones, el Foudre francés (derecha, con hangar y grúa), con uno de sus hidroaviones Canard Voisin despegando, durante ejercicios tácticos en junio de 1912.

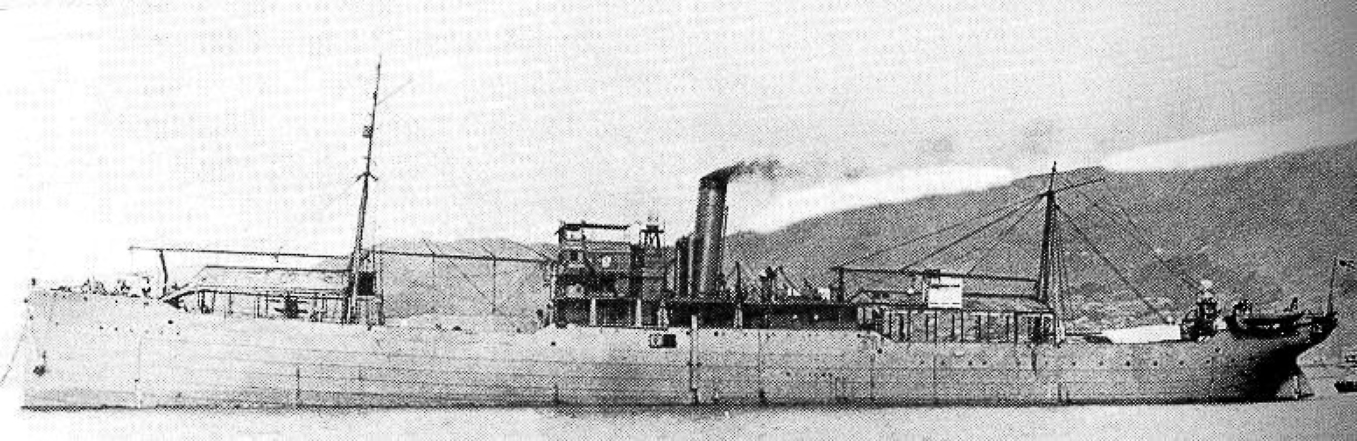
El portaaviones japonés Wakamiya realizó los primeros ataques aéreos lanzados por la marina en septiembre de 1914..

La invención del hidroavión en marzo de 1910, por el francés Henri Fabre, condujo al desarrollo del primer barco diseñado como portaaviones, aunque limitado a aviones equipados con flotadores, en diciembre de 1911 con la marina de guerra francesa Foudre, el primer portaaviones. Comisionada como una licitación de hidroaviones, y llevando hidroaviones debajo de los hangares en la cubierta principal, desde donde fueron bajados al mar con una grúa, participó en ejercicios tácticos en el Mediterráneo en 1912. Foudre se modificó aún más en noviembre de 1913 con un 10- medidor de cubierta plana para lanzar sus hidroaviones.
El HMS Hermes, convertido temporalmente como un portaaviones experimental en hidroaviones en abril-mayo de 1913, también fue uno de los primeros portaaviones y el primer portaaviones experimental de la Royal Navy. Originalmente fue depositada como un barco mercante, pero se convirtió en las existencias del edificio para ser un portaaviones para algunas pruebas en 1913, antes de ser convertida nuevamente en un crucero, y nuevamente en un portaaviones en 1914. Fue hundida por un submarino alemán en octubre de 1914. La primera licitación de hidroavión de la Marina de los EE. UU. fue el USS  Mississippi, convertido a ese papel en diciembre de 1913.
En septiembre de 1914, durante la Primera Guerra Mundial, en la Batalla de Tsingtao, el portaaviones de la Armada Imperial Japonesa Wakamiya llevó a cabo los primeros ataques aéreos lanzados con éxito en el mundo. Bajó cuatro hidroaviones de Maurice Farman al agua usando su grúa. Estos hidroaviones luego despegaron para bombardear a las fuerzas alemanas, y luego fueron recuperados de la superficie.
En el frente occidental, el primer ataque aéreo naval ocurrió el 25 de diciembre de 1914 cuando doce hidroaviones del HMS  Engadine, HMS Riviera y HMS Empress (vapores reconvertidos en portaaviones) atacaron la base de Zeppelin en Cuxhaven. El ataque no fue un éxito completo, aunque un buque de guerra alemán fue dañado. Sin embargo, la incursión demostró en el teatro europeo la viabilidad del ataque de un avión a bordo de un barco y mostró la importancia estratégica de esta nueva arma.
Los rusos también fueron bastante innovadores en el uso de portaaviones en el teatro del Mar Negro de la Primera Guerra Mundial.
Muchos cruceros y acorazados de los años de entreguerras llevaban a menudo un hidroavión lanzado en catapulta para el reconocimiento y detectar la caída del disparo. Dichos hidroaviones fueron lanzados por una catapulta y recuperados por una grúa del agua después del aterrizaje. Tuvieron éxito incluso durante la Segunda Guerra Mundial. Hubo muchos éxitos notables al principio de la guerra, como el pez espada equipado con flotador del HMS Warspite durante la Segunda Batalla de Narvik en 1940, que descubrió los cañones de los buques de guerra británicos, ayudando a hundir a siete destructores alemanes y hundió el submarino alemán U-64 con bombas. El hidroavión japonés Nakajima A6M2-N "Rufe" se deriva del Zero.

## Génesis del portador de cubierta plana
"Una embarcación de transporte de avión es indispensable. Estas embarcaciones se construirán en un plan muy diferente de lo que se usa actualmente. En primer lugar, la cubierta se despejará de todos los obstáculos. Será plana, lo más ancha posible sin poner en peligro la náutica líneas del casco, y se verá como un campo de aterrizaje ".
Clément Ader, L'Aviation Militaire, 1909. (Ver para citas adicionales).

A medida que se desarrollaron aviones más pesados que el aire a principios del siglo XX, varias armadas comenzaron a interesarse en su uso potencial como exploradores de sus grandes buques de guerra. En 1909, el inventor francés Clément Ader publicó en su libro L'Aviation Militaire la descripción de un barco para operar aviones en el mar, con una cubierta de vuelo plana, una superestructura de isla, elevadores de cubierta y una bahía de hangar. Ese año, el agregado naval estadounidense en París envió un informe sobre sus observaciones.

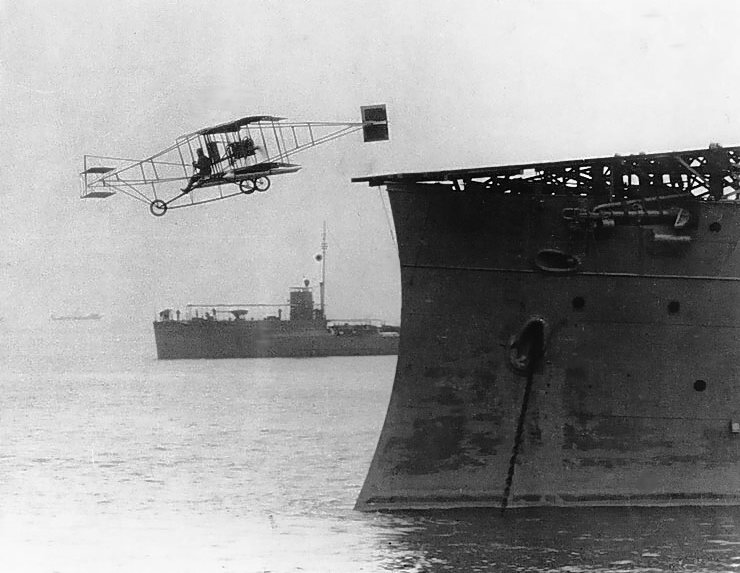
Eugene Ely despega del USS Birmingham, el 14 de noviembre de 1910.

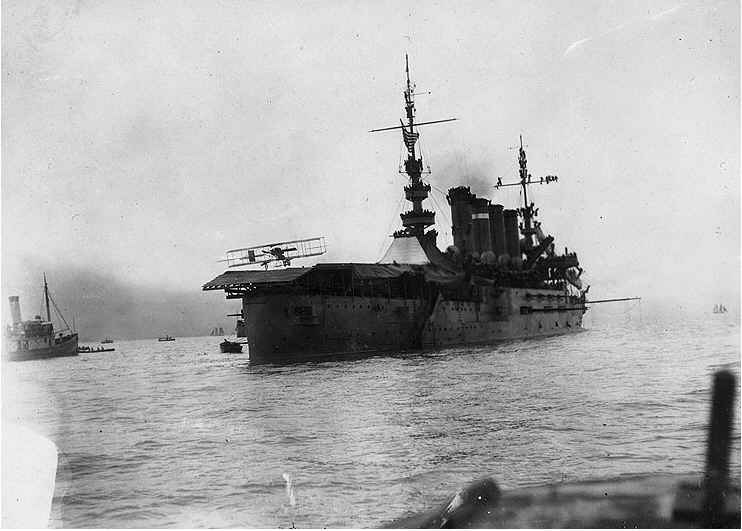
Eugene Ely hace el primer portaaviones que aterriza en el USS Pennsylvania, el 18 de enero de 1911.

Se realizaron varios vuelos experimentales para probar el concepto. Eugene Ely fue el primer piloto en lanzarse desde un barco estacionario en noviembre de 1910. Despegó de una estructura fija sobre el castillo de crucero estadounidense USS Birmingham en Hampton Roads, Virginia , y aterrizó cerca de Willoughby Spit después de unos cinco minutos en el aire.
El 18 de enero de 1911, se convirtió en el primer piloto en aterrizar en un barco estacionario. Despegó de la pista de carreras de Tanforan y aterrizó en una estructura temporal similar en la popa del USS Pennsylvania anclado en la costa de San Francisco: el sistema de frenado improvisado de sacos de arena y cuerdas condujo directamente al gancho y cables del pararrayos que se describen a continuación. Su avión se dio vuelta y pudo despegar nuevamente.
El comandante Charles Rumney Samson, de la Royal Navy, se convirtió en el primer aviador en despegar de un buque de guerra en movimiento, el 9 de mayo de 1912. Despegó en un Short S.38 del acorazado HMS Hibernia mientras ella navegaba a 15 nudos (17 millas por hora; 28 km/h) durante la Revisión de la Flota en Weymouth, Inglaterra.

### Portaaviones en la Primera Guerra Mundial
El HMS Ark Royal fue posiblemente el primer portaaviones activo, ya que transportaba hidroaviones armados para su uso en combate y operaciones militares. Originalmente fue construido como un barco mercante, pero se reconvirtió para ser un avión híbrido/hidroavión con una plataforma de lanzamiento. Lanzada el 5 de septiembre de 1914, sirvió en la campaña de los Dardanelos y durante toda la Primera Guerra Mundial. El barco resultó ser demasiado lento para trabajar con la Gran Flota y para operaciones en el Mar del Norte en general, por lo que Ark Royal fue enviado al Mediterráneo en mediados de enero de 1915 para apoyar la batalla de Gallipoli.
HMS Furious fue el primer barco diseñado con las mismas características básicas que los portaaviones modernos, ya que fue el primer portaaviones equipado con una cubierta de vuelo para aviones, aunque sus cubiertas de vuelo iniciales estaban en dos partes y, por lo tanto, no estaban continuamente llenas -longitud con el barco. Este barco fue reconstruido en 1925 con una cubierta de vuelo de longitud completa, y sirvió en operaciones de combate durante la Segunda Guerra Mundial. Como el HMS Ark Royal era un portaaviones, no tenía una cubierta de vuelo real; los aviones que transportaba despegarían y aterrizarían en el mar, y luego serían izados a bordo por grúas a bordo.

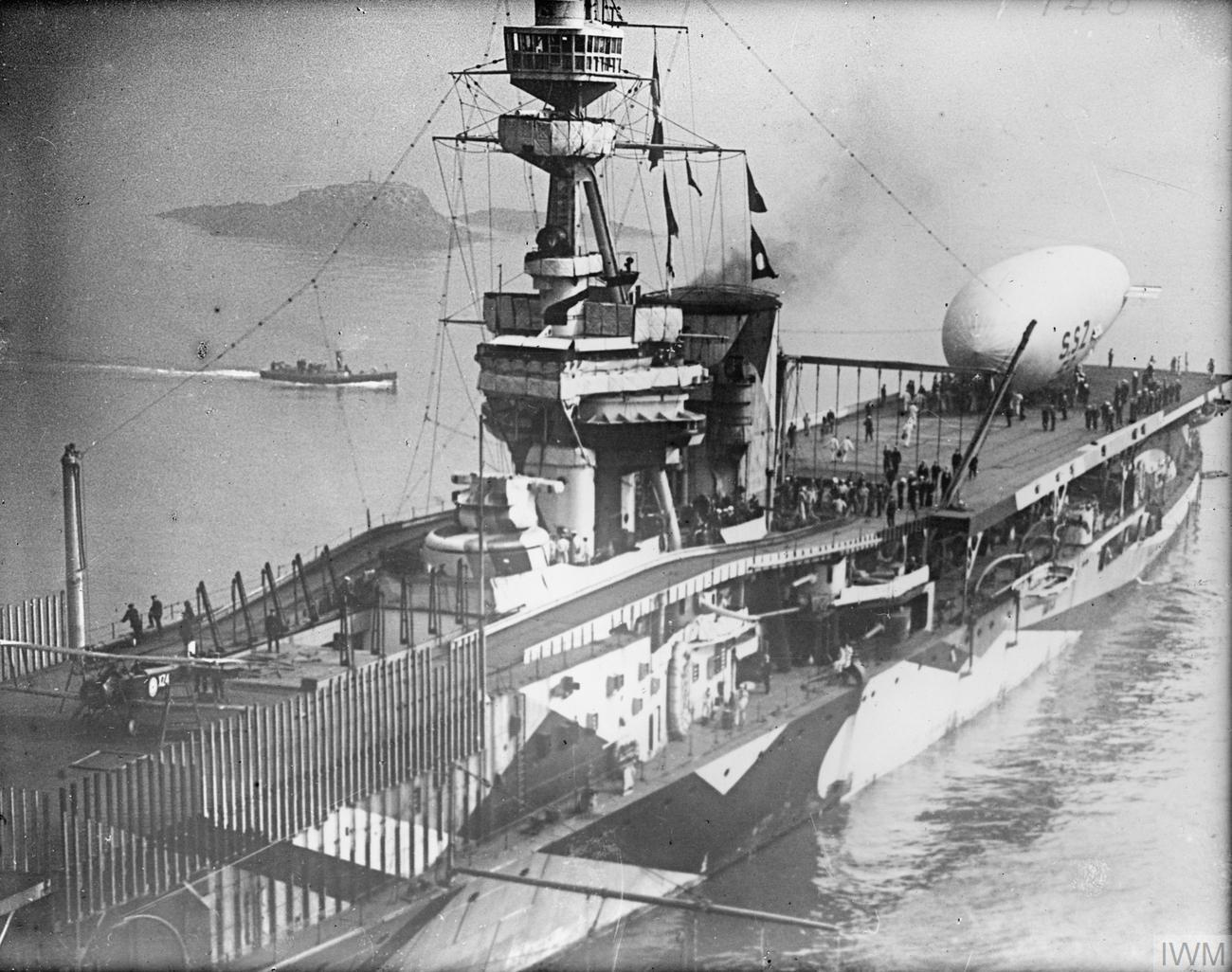
HMS Furious en 1918 con cubiertas de vuelo delante y detrás de la superestructura.

Durante la Primera Guerra Mundial, la Royal Navy usó el HMS Furious para experimentar con el uso de aviones con ruedas en los barcos. Este barco fue reconstruido tres veces entre 1915 y 1925: primero, mientras todavía estaba en construcción, fue modificado para recibir una cubierta de vuelo en la cubierta delantera; en 1917 fue reconstruido con cubiertas de vuelo separadas hacia adelante y hacia atrás de la superestructura. Luego, finalmente, después de la guerra, fue reconstruido en gran medida con una cubierta de vuelo principal de tres cuartos de longitud y una cubierta de vuelo de nivel inferior solo para despegue en la cubierta delantera.
El 2 de agosto de 1917, el Comandante del Escuadrón EH Dunning, de la Royal Navy, aterrizó su avión Sopwith Pup en el HMS Furious en Scapa Flow, Orkney, convirtiéndose en el primer hombre en aterrizar un avión en un barco en movimiento. Murió 5 días después al intentar otro aterrizaje en el Furious.
De las operaciones de portaaviones montadas durante la guerra, una de las más exitosas tuvo lugar el 19 de julio de 1918 durante la incursión de Tondern cuando siete Sopwith Camel lanzados desde el HMS Furious atacaron la base alemana de Zeppelin en Tondern, con dos bombas de 50 lb (23 kg) cada una. Se destruyeron varias aeronaves y globos, pero como el portaaviones no tenía ningún método para recuperar el avión, dos de los pilotos abandonaron su avión en el mar junto al portaaviones mientras que los otros se dirigieron a la neutral Dinamarca. Este fue el primer ataque aéreo lanzado por un portaaviones.

### Los portaaviones en el periodo de entreguerras

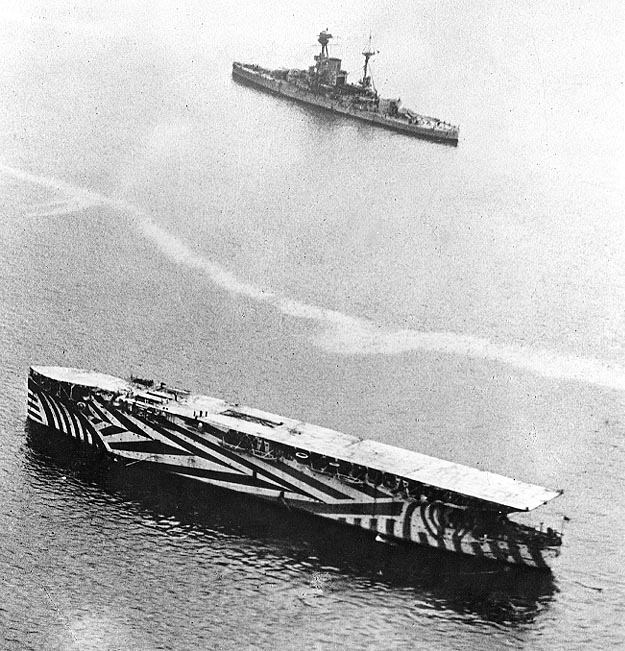
El HMS Argus, primer portaaviones con cubierta plana de longitud completa, en 1918.

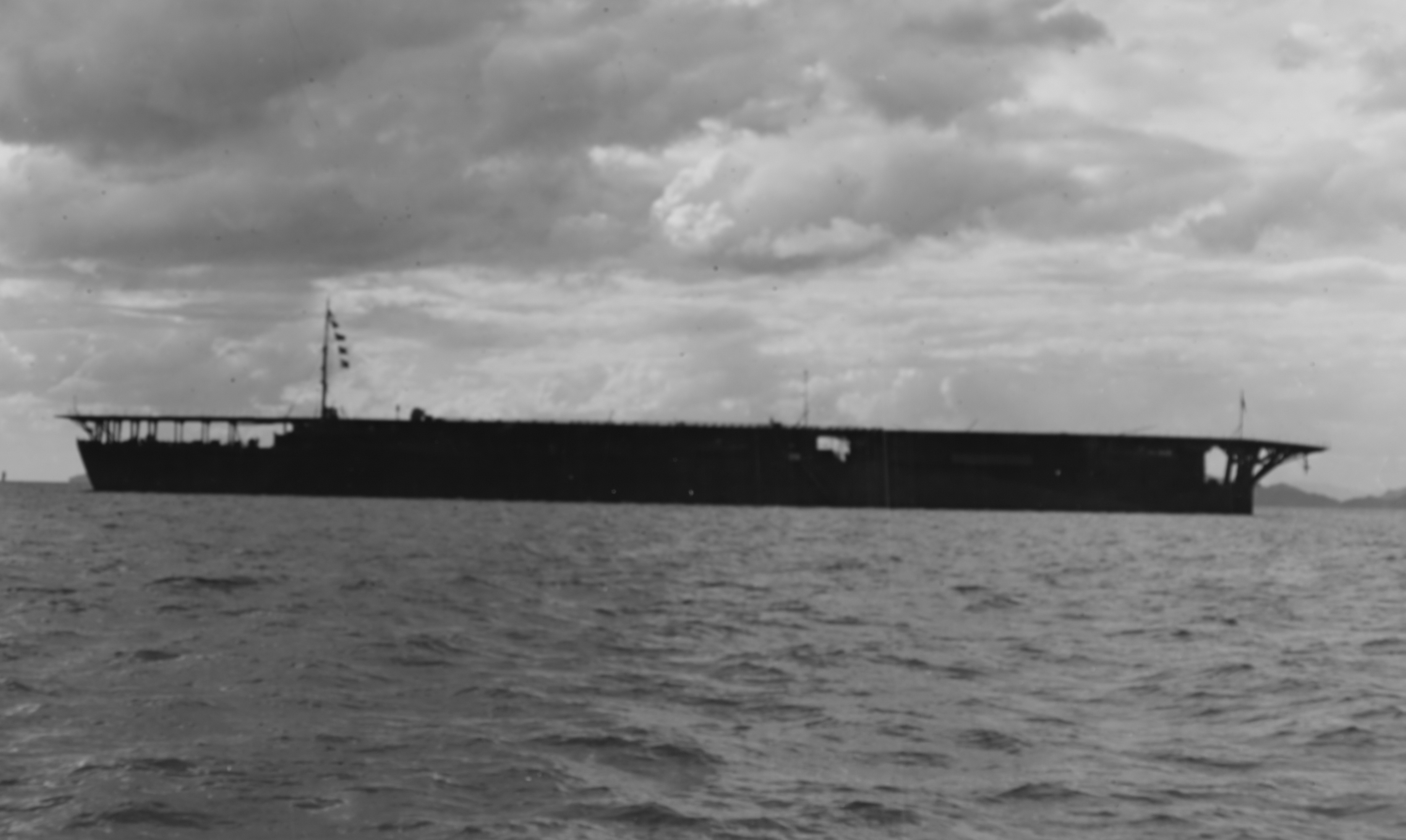
El Hōshō de 1922 de la Marina Imperial Japonesa fue el primer portaaviones diseñado desde su origen como tal.

En los años 1930 Estados Unidos, Japón y Gran Bretaña comenzaron a construir portaviones cada vez más grandes, convencidas las dos primeras naciones de que iban a ser el eje central de la nueva guerra naval y manteniendo Gran Bretaña la creencia de que era un auxiliar de los acorazados y cruceros, que seguirían siendo los buques principales de la armada. Esta diferente concepción del uso del portaviones implicaba también que mientras japoneses y estadounidenses ponían todos sus esfuerzos en desarrollar cazas y bombarderos navales, así como torpederos, cada vez más evolucionados, los británicos mantuvieron casi toda la guerra como avión embarcado principal al obsoleto biplano torpedero Fairey Swordfish y a un escaso número de cazas, además de que el tamaño y capacidad de sus portaviones estaba siempre por debajo de sus homólogos estadounidenses y japoneses.
Otros países, como Alemania, cometieron el gran error de no incluir portaviones en su flota. La obsesión de Hermann Goering, jefe de la Luftwaffe, la aviación alemana, por controlar toda la aviación, le llevó a boicotear el proyecto de portaviones alemán, que hubiera embarcado una versión naval de los, en ese momento, temibles bombarderos en picado Ju 87 Stuka que hubieran ocasionado grandes problemas a la flota británica al comienzo de la guerra. Italia cometió el mismo error por la creencia de Mussolini de que la península italiana era un gran portaviones en el centro del Mediterráneo y su flota, bien dotada de buques convencionales, sufrió enseguida las consecuencias de ese error.

## Desarrollo durante la Segunda Guerra Mundial
Las bondades del portaviones fueron demostradas al comienzo de la Segunda Guerra Mundial por los británicos, cuando el portaviones HMS Illustrious lanzó el 11 de noviembre de 1940, a 170 millas de la flota italiana anclada en Tarento, un grupo de 21 biplanos Swordfish armados con torpedos. Esos biplanos, lentos e incapaces de resistir el ataque de cualquier caza de la época, hundieron un acorazado y dañaron gravemente otros dos, mientras los británicos perdían dos aviones por la defensa antiaérea. Posteriormente el 26 de mayo de 1941, biplanos Swordfish británicos lanzados desde un portaviones en el Atlántico norte dañan con un torpedo el timón del acorazado alemán Bismarck haciéndolo navegar en redondo sin gobierno y permitiendo su alcance y hundimiento por parte de la flota enemiga, presagio de que el tiempo de los acorazados como el arma decisiva en los mares estaba llegando a su fin.
Esto mostró que las tácticas estaban cambiando y pronto llegó el hecho que dio el vuelco definitivo a la obsoleta concepción del acorazado como señor del mar. El almirante japonés Isoroku Yamamoto, inspirado en el ataque de Tarento, concibió una operación que destruyera en una acción por sorpresa la capacidad aeronaval estadounidense en el Pacífico. El famoso ataque a Pearl Harbor, el 7 de diciembre de 1941, fue el segundo y definitivo aviso a los estrategas navales de que sin portaviones era imposible ganar una guerra naval. El ataque en sí fue una relevante victoria táctica, pero estratégicamente fue un fracaso, ya que los portaviones de la flota estadounidense del Pacífico estaban fuera del puerto y solo destruyeron y dañaron unos viejos acorazados de la Primera Guerra Mundial, prácticamente irrelevantes para el nuevo tipo de guerra que se avecinaba.
Tras la destrucción de la mayor parte del poder aeronaval japonés en la batalla de Midway, la enorme capacidad industrial estadounidense se impuso, construyendo decenas de portaviones que aniquilaron por completo a la, hasta hacía poco, poderosa flota japonesa, terminando la guerra con los entonces gigantescos portaviones de la clase Midway, de 62 000 t y más de un centenar de aviones embarcados. El hundimiento del acorazado Yamato en abril de 1945, el más grande el mundo hasta entonces, por aviones dirigidos desde un portaviones estadounidense, fue el puntillazo final al acorazado. Ya no se construirían más acorazados, el poder del portaviones era indiscutible.

## Equipamiento de un portaviones

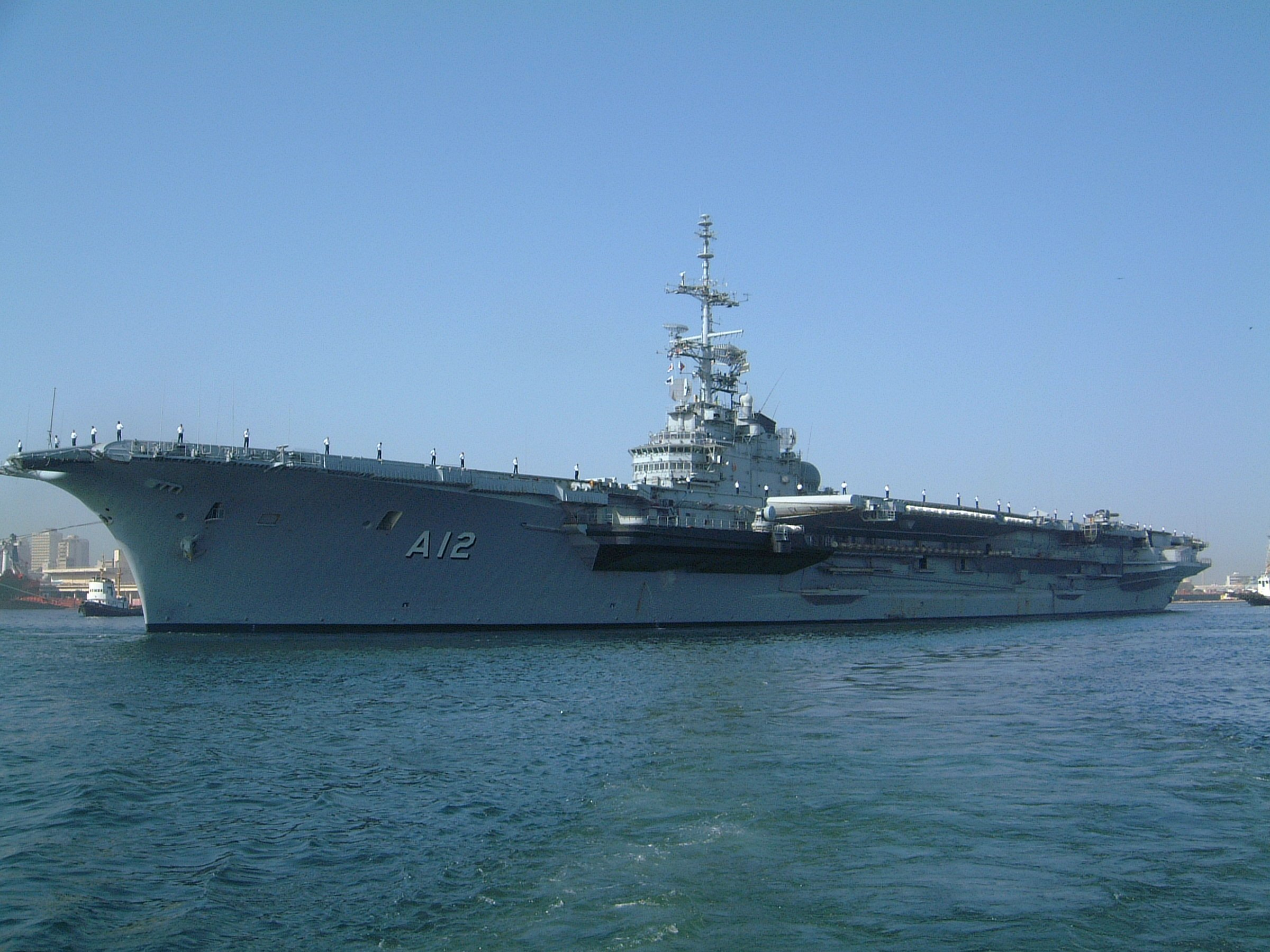
El portaviones de la Armada de Brasil.

Durante la Segunda Guerra Mundial se desarrollaron la mayor parte de aparatos que permitirían el uso de aviones cada vez más potentes en los portaviones. El primero de ellos es la catapulta de vapor, un riel en cubierta con un saliente que va unido por un sistema de polipastos a un émbolo dentro de un tubo conectado a una caldera. Cuando un avión tiene que despegar se introduce vapor a presión dentro del émbolo que desplaza rápidamente el saliente por el riel de cubierta con gran fuerza de tracción; de esta forma, uniendo un avión al saliente con un cable metálico, se consigue darle la energía suficiente para ayudarle a despegar con los motores al máximo.
El segundo componente esencial es el sistema de enganche en la cubierta del portaviones. No hay distancia suficiente para que un avión pueda aterrizar de forma convencional, de forma que se le dota en su parte posterior de un gancho conectado a un pistón, y se tienden a lo largo de la cubierta cables metálicos con pistones de amortiguación en sus extremos. Al engancharse el avión en el cable se dispersa en el sistema de pistones la energía del avión en movimiento, deteniéndolo en pocos metros. Un añadido posterior para casos de emergencia es una barrera que se levanta en forma de muro de bandas elásticas que detienen al avión en caso de fallar el sistema principal.

## Evolución en el diseño

La cubierta de vuelo en ángulo permite despegues y apontajes simultáneos.

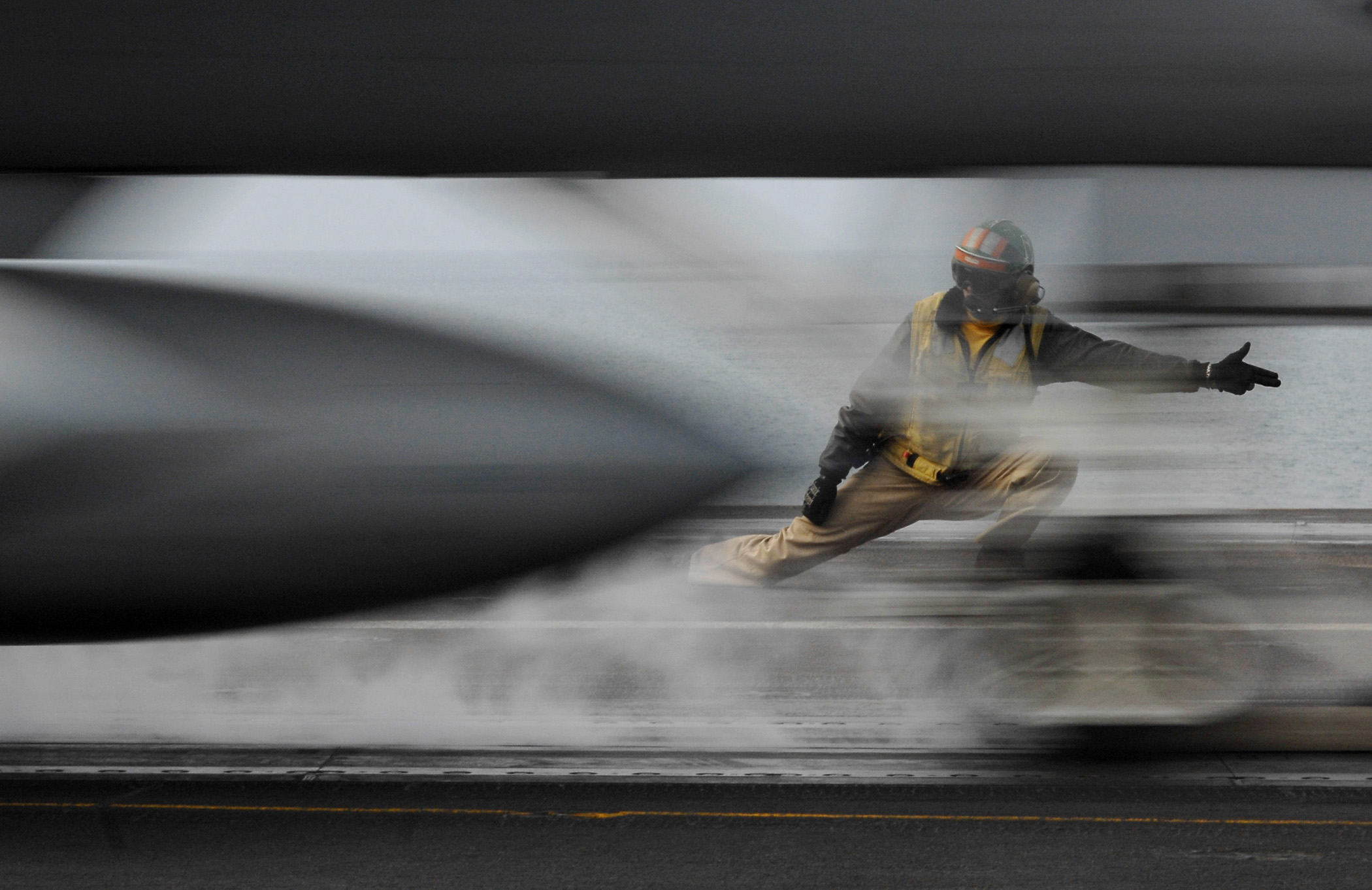
Un "lanzador" da la señal para lanzar a un F-18.

Ya en los años 1950 se cambia el diseño de la cubierta que será a partir de entonces la utilizada por los grandes portaviones modernos. Se amplia la cubierta desde un poco antes de su mitad para colocar por un lado el clásico puente lateral para no interferir en las operaciones aéreas y por otro colocar una pista formando un ángulo con la pista principal para poder efectuar al mismo tiempo despegues con las catapultas de proa y aterrizajes en la pista en ángulo. Además la ampliación de la cubierta permite colocar por el lado opuesto al del fin de la pista en ángulo, el de estribor, más ascensores para los aparatos que en el diseño anterior. El sistema fue desarrollado por los británicos, experimentando en el HMS Triumph durante 1952. El primer portaviones al que se le añadió una extensión lateral para la cubierta fue el USS Antietam en 1953, y el primero en entrar en servicio con un diseño inicial incluyendo este tipo de cubierta fue el HMS Ark Royal en febrero de 1955. El USS Forrestal le seguiría 8 meses después.
Los últimos grandes portaviones de propulsión convencional se construyeron en la década de los años 1960, la clase Kitty Hawk y el único construido de la clase John F. Kennedy continuaban en servicio hasta hace poco, ya que fueron proyectados para permanecer en servicio más de 50 años por su elevado coste de construcción. El disponer de 4 catapultas y 3 grandes ascensores hace que estos buques tengan un elevadísimo consumo de energía para poder producir vapor para las catapultas al ritmo necesario cuando se producen lanzamientos cada minuto en situación de combate y se suben continuamente aviones del hangar. Para ello disponen de un complicado sistema de calderas diésel que obliga periódicamente a largas operaciones de mantenimiento. Estos buques alcanzan las 80 000 t de desplazamiento y pueden llevar cerca de 80 aviones de combate.

## Portaviones con propulsión nuclear
En 1960 se terminó el Enterprise, el primer portaviones nuclear del mundo. La propulsión nuclear era la única forma de asegurar el suministro de vapor y energía para las catapultas y ascensores de naves cada vez mayores. Finalmente, en los años 1970 se comenzó a construir el primer portaviones de la clase Nimitz, clase que no se completo hasta 2008 por su elevadísimo coste por unidad, algo más de 4000 millones de dólares estadounidenses (base del coste en 1998), que requiere construirlas espaciadas, y un mantenimiento normal anual de U$D 150 millones. Todo ello sin contar que los buques de la serie construidos en los 70 y 80 deben pasar por costosos programas de renovación de equipos cada cierto número de años y pronto se les añadirán las de los primeros 90. Se estima el coste total de un buque de esta clase durante 50 años de vida operativa proyectada en 22 000 millones de dólares (coste a precios de 1998). La clase Nimitz dispone de 4 catapultas y ascensores y desplaza 97 000 t, portando 85 aviones de combate. En tiempos de guerra pueden llegar a portar más de 100 aviones de combate dependiendo tipo y cantidad de cada avión.
El resto de los países, no podían permitirse el enorme gasto operativo que supone el mantenimiento de un gran portaviones de más de 80 000 t. Después de la guerra se remodelaron portaviones que habían participado en la contienda y hacia los años 60 se construyeron nuevos, con un desplazamiento típico de unas 20 000 t, 20-25 aviones y varios helicópteros y una sola catapulta.

## Cambios por aviones de despegue vertical

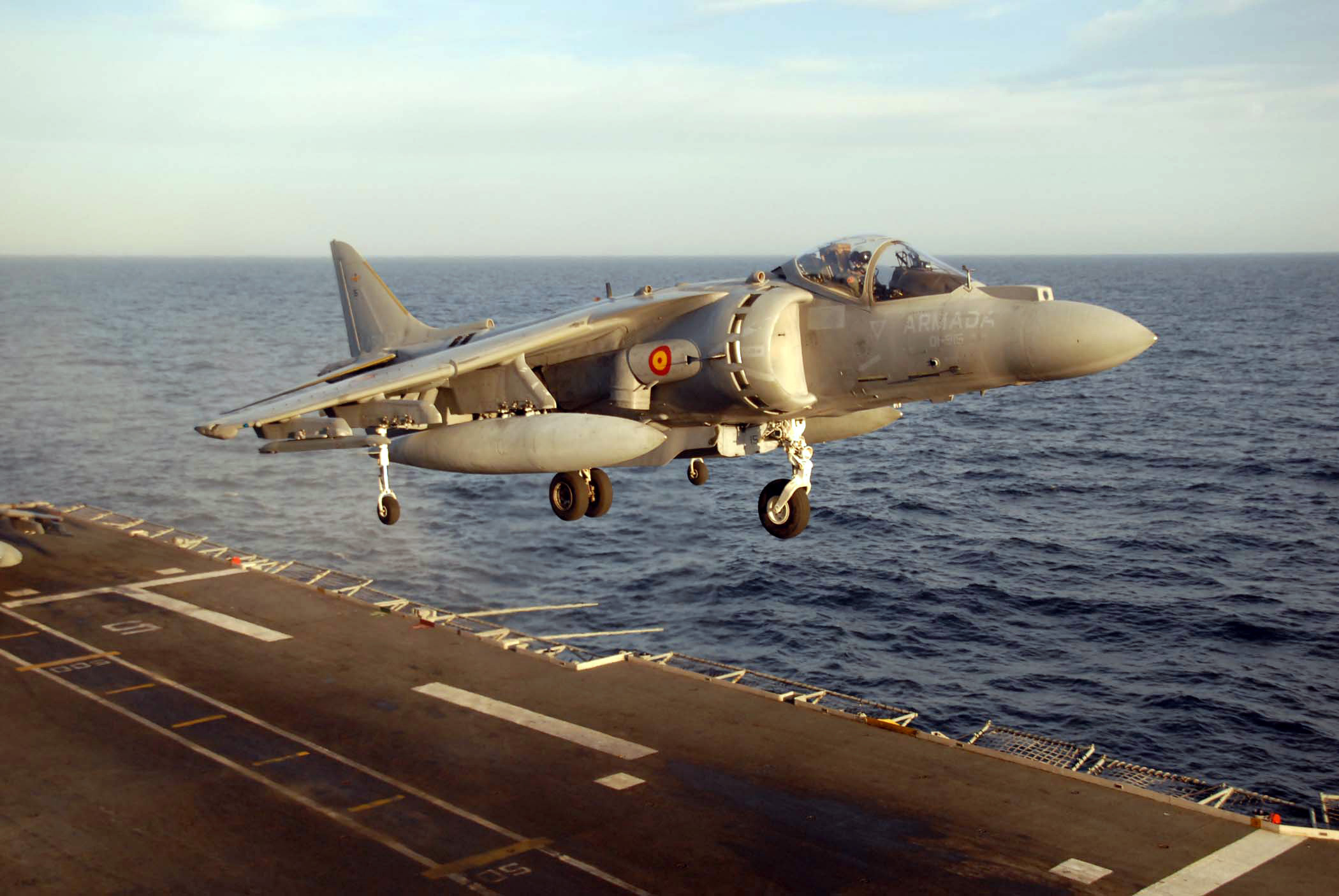
Un AV-8 Harrier II realizando un apontaje vertical en el Príncipe de Asturias (R-11).

A finales de los 70 el panorama cambia al aparecer un avión de combate STOVL (Short Take-off and Vertical Landing, despegue corto y aterrizaje vertical), el Harrier, proyectado por la compañía británica Hawker Siddeley. A pesar de sus limitaciones (velocidad limitada, mitad de rango de acción que un avión convencional) el Harrier permite construir portaviones eficientes más económicos y de tonelaje reducido, al suprimir la catapulta y las calderas necesarias para alimentarla, la cubierta en ángulo y los cables de enganche, al ser el aterrizaje vertical. Además el Harrier y el F-35 de E.U.A. puede llevar una carga bélica superior si despega en modalidad de carrera corta, empleando una rampa. Varios países como Gran Bretaña, Italia, España y Tailandia utilizan esta tecnología para construir estos portaviones ligeros de entre 15 y 20 000 t y complementan ésta migración con la sustitución del total o parte de su flota aeronaval por aviones SVTOL, que cuyos modelos comercialmente efectivos hasta la actualidad son el Harrier y el moderno F-35.
La utilidad de estos portaviones ligeros quedó demostrada ante los escépticos en la Guerra de las Malvinas entre Argentina y Gran Bretaña por las islas Malvinas en 1982. Gran Bretaña envió a la zona 2 portaviones, 23 escoltas, 8 buques anfibios, 23 transportes y cuatro submarinos, con un total 38 Harrier (20 al principio más 18 de refuerzo) y unos 170 helicópteros. Argentina tenía una aviación en tierra importante, aunque su portaviones el ARA Veinticinco de Mayo fue retirado hacia aguas poco profundas, lejos de los buques ingleses, pero a salvo de un ataque por parte de los submarinos nucleares británicos; con aviones modernos por aquel entonces, como los franceses Super Étendard y Douglas A-4Q de la Armada y Douglas A-4B y A-4C, los AMD Mirage M-IIIEA e IAI M-5 Dagger (israelíes) de la Fuerza Aérea, capaces de poner en un serio aprieto a los Harrier si hubieran estado más cerca, pero tenían que despegar desde el continente, llegar a las Malvinas, combatir y volver, de forma que sólo tenían entre 15 y 20 minutos para realizar sus misiones, una vez sobre el objetivo, si querían regresar a sus bases. Argentina perdió 47 aviones y muchos caídos por los daños de combate en el largo retorno a sus bases que se hubieran salvado en otras circunstancias.
Los Harrier por el contrario sólo tenían que despegar del portaviones y en 10 minutos estaban en la zona de combate, donde podían permanecer por más de 1 hora y volver rápidamente al portaviones, repostar, cambiar de piloto y volver a la acción. Sin embargo, los ataques aéreos de las Fuerzas Armadas Argentinas obligaron a los portaviones británicos a operar más al oeste, restándole capacidad de combustible a los Sea Harrier y Harrier ingleses. A pesar de que los argentinos derribaron seis Harrier (ninguno de ellos en combate aéreo) y dieciséis helicópteros, a lo que hay que sumar otros cuatro Harrier y ocho helicópteros destruidos por accidente, poniendo a la flota inglesa al límite de sus pérdidas tolerables al hundirles ocho buques (2 destructores, 2 fragatas 1 buques de desembarco, 1 lancha de desembarco y 1 buques de transporte), los ingleses terminaron por conseguir el poder aéreo en la zona y una vez conseguido esto, avanzar contra el ejército argentino en tierra con su poder aéreo y naval combinados y realizar el asalto final. Esta fue la demostración práctica de la importancia de disponer de aviación naval embarcada para escenarios de guerra litoral o insular.
En este estilo aunque con capacidades mayores podemos situar al nuevo Buque de Proyección Estratégica de la Armada Española, que actúa en la práctica como un portaviones mediano y como un gran buque de asalto anfibio, desempeñando las funciones clásicas de los dos tipos de buque (en el estilo de los portaaeronaves de asalto anfibio estadounidenses clase Wasp o Tarawa).
La República de Corea botó recientemente sus LPD de la clase Dokdo, tipo de buque con prestaciones parecidas.

## Los nuevos portaviones delsigloXXI

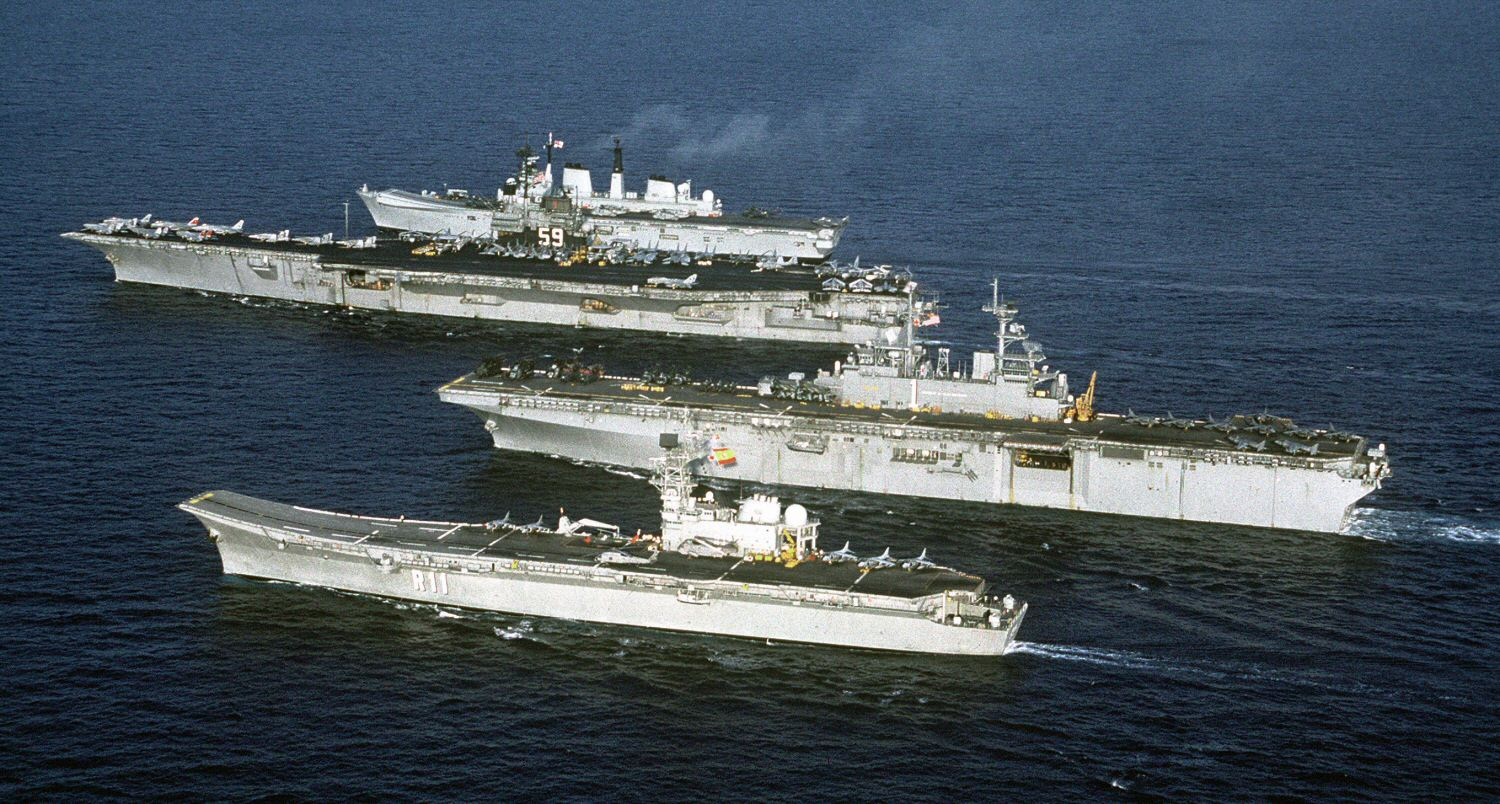
Cuatro buques de tres naciones navegando juntos durante el ejercicio Display Determination '91 de la OTAN. Estos son, de abajo a arriba, el portaviones español, el buque de asalto anfibio estadounidense, el portaviones estadounidense, y el portaviones británico. 7 de octubre de 1991.

Otro nuevo concepto de portaviones, a medio camino entre los grandes portaviones estadounidenses y los portaaeronaves ligeros europeos es el concepto STOBAR (Short Take-Off But Arrested Recovery) presente en los portaviones rusos de la década de los años 1980 de la clase Almirante Kuznetsov. La URSS carecía de la tecnología para construir un portaviones, así que creó su propio sistema en que los aviones despegan por ski-jump y aterrizan por medio de cuatro cables de retención sobre una pista oblicua. Dicho sistema se conoce como STOBAR (Short Take Off But Arrested Recovery) y es casi seguro va a ser el usado por los futuros Vikrant hindú y Queen Elizabeth/ Prince of Wales británicos.
Estos portaviones, con un desplazamiento de 58 000 t disponen de una versión reducida del sistema de cubierta corrida en ángulo, con el tradicional sistema de cables de apontaje, pero para despegar los aviones no necesitan catapultas, diferenciándose así del sistema CATOBAR, empleando una cubierta de despegue más larga y de ángulo más pronunciado que la que utilizan los portaaeronaves STOVL, aunque los aviones tienen que estar diseñados para este tipo de operación. Este diseño es factible con buques a partir de 35 000 t.
Actualmente las armadas europeas están volviendo a portaviones de más entidad, posiblemente en un intento por independizarse militarmente de Estados Unidos en cuestiones de defensa y también porque actualmente el futuro de la aviación STOVL es muy incierto al acabarse la producción de repuestos para los Harrier en la década del 2010 y el único sustituto en proyecto, el F-35 JSF resulta muy costoso, aparte de una incógnita al no ser un avión específicamente diseñado desde cero para STOVL sino una adaptación de un modelo convencional. 
Francia ha construido un portaviones nuclear de 40 000 t con catapultas y cubierta corrida, el Charles de Gaulle (entregado en 2001) y tiene proyectado otro de unas 50 000 t que construiría conjuntamente con Gran Bretaña para reemplazar el Foch (gemelo del Clemenceau), vendido a Brasil. Mientras que el Reino Unido tiene proyectados, dos portaviones del estilo, de unas 50 000 t, que deberían estar terminados hacia el 2015.
Desde hace muchos años China mostró interés en poseer portaviones. El portaviones Varyag, o lo que quedaba de él, fue comprado y remolcado hasta la base china de Dalian.En 2012 China hizo público, que el buque estaba operativo con el nombre de Liaoning (Oct 2012).